# Marquinhos (football, 2003)
Pour les articles homonymes, voir Marquinhos (homonymie).
Marcus Vinicius Oliveira Alencar dit Marquinhos, né le 7 avril 2003 à São Paulo au Brésil, est un footballeur brésilien qui évolue au poste d'ailier droit au Cruzeiro EC.

## Biographie

### São Paulo FC
Né à São Paulo au Brésil, Marquinhos est formé par l'un des clubs de sa ville natale, le São Paulo FC. Il joue son premier match en équipe première le 11 juillet 2021, lors d'une rencontre de championnat face à l'EC Bahia. Il entre en jeu à la place de Vitor Bueno et son équipe s'impose par un but à zéro,.
Marquinhos joue son premier match de Copa Libertadores le 14 juillet 2021 face au Racing Club de Avellaneda. Il entre en jeu et les deux équipes se neutralisent ce jour-là (1-1 score final). Lors du match retour, le 21 juillet, Marquinhos inscrit son premier but dans la compétition, et en professionnel. Il délivre également une passe décisive pour Emiliano Rigoni et contribue ainsi à la victoire de son équipe par trois buts à un. Avec cette réalisation il devient à 18 ans le plus jeune buteur du São Paulo FC en Copa Libertadores, dépassant donc le record précédemment détenu par Ademilson.

### Arsenal FC
Le 13 juin 2022, Marquinhos signe un contrat de cinq ans avec l'Arsenal FC,.
Il porte le numéro 27.
Le 9 juin 2025, Marquinhos reste au Cruzeiro EC à la suite de son prêt.

### Norwich City
Le 31 janvier 2023, dans les derniers instants du mercato hivernal, Marquinhos rejoint Norwich City sous la forme d'un prêt sans option d'achat. Il part pour gagner du temps de jeu jusqu'à la fin de la saison.

### FC Nantes
Le 12 août 2023, Marquinhos rejoint la France afin de s'engager en faveur du FC Nantes sous la forme d'un prêt d'une saison.
Après avoir disputé seulement 7 matchs de Ligue 1 sans trouver le chemin des filets, le FC Nantes annonce mettre fin au prêt de l’attaquant brésilien le 12 janvier 2024.

### Fluminense FC
Le 15 février 2024, Marquinhos fait son retour au Brésil en étant prêté par Arsenal au Fluminense FC jusqu'en décembre 2024.

### En sélection
Avec les moins de 16 ans, il inscrit un but contre le Mexique, et délivre une passe décisive face à l'Espagne.
Marquinhos représente ensuite l'équipe du Brésil des moins de 17 ans, avec laquelle il joue trois matchs lors du championnat sud-américain 2019.
En mai 2023, il obtient sa première sélection de l'équipe du Brésil des moins de 20 ans, et délivre sa première passe décisive pour son premier match.

## Statistiques
| Saison                | Club                  | Championnat           | Championnat | Championnat | Championnat | Coupe(s) nationale(s) | Coupe(s) nationale(s) | Coupe(s) nationale(s) | Supercoupe | Supercoupe | Supercoupe | Compétition(s) continentale(s) | Compétition(s) continentale(s) | Compétition(s) continentale(s) | Compétition(s) continentale(s) | Ligue régionale | Ligue régionale | Ligue régionale | Total | Total | Total |
| Saison                | Club                  | Division              | M.          | B.          | P.d.        | M.                    | B.                    | P.d.                  | M.         | B.         | P.d.       | Comp.                          | M.                             | B.                             | P.d.                           | M.              | B.              | P.d.            | M.    | B.    | P.d.  |
| 2021                  | São Paulo FC          | Série A               | 21          | 0           | 1           | 1                     | 0                     | 0                     | -          | -          | -          | CL                             | 2                              | 1                              | 1                              | -               | -               | -               | 24    | 1     | 2     |
| 2022                  | São Paulo FC          | Série A               | 1           | 0           | 0           | 2                     | 0                     | 0                     | -          | -          | -          | CS                             | 3                              | 1                              | 0                              | 11              | 2               | 1               | 17    | 3     | 1     |
| Sous-total            | Sous-total            | Sous-total            | 22          | 0           | 1           | 3                     | 0                     | 0                     | -          | -          | -          | -                              | 5                              | 2                              | 1                              | 11              | 2               | 1               | 41    | 4     | 3     |
| 2022-2023             | Arsenal FC            | Premier League        | 1           | 0           | 0           | 2                     | 0                     | 0                     | -          | -          | -          | C3                             | 3                              | 1                              | 1                              | -               | -               | -               | 6     | 1     | 1     |
| 2022-2023             | Norwich City (prêt)   | Championship          | 11          | 1           | 1           | -                     | -                     | -                     | -          | -          | -          | -                              | -                              | -                              | -                              | -               | -               | -               | 11    | 1     | 1     |
| 2023-2024             | FC Nantes (prêt)      | Ligue 1               | 7           | 0           | 0           | -                     | -                     | -                     | -          | -          | -          | -                              | -                              | -                              | -                              | -               | -               | -               | 7     | 0     | 0     |
| 2024                  | Fluminense FC (prêt)  | Série A               | -           | -           | -           | -                     | -                     | -                     | -          | -          | -          | -                              | 2                              | 2                              | 1                              | 3               | 0               | 0               | 5     | 2     | 1     |
| Total sur la carrière | Total sur la carrière | Total sur la carrière | 41          | 1           | 2           | 5                     | 0                     | 0                     | 0          | 0          | 0          | -                              | 10                             | 5                              | 3                              | 14              | 2               | 1               | 70    | 8     | 6     |